# Антун Врдоляк
Антун Врдоляк (хорв. Antun Vrdoljak; 5 червня 1931, Імотський) — хорватський актор, кінорежисер, кінопродюсер, політик. Генеральний директор Хорватського радіотелебачення в 1991—1995 рр., президент Хорватського олімпійського комітету в 1991—2000 рр., а нині його почесний президент і член Міжнародного олімпійського комітету.
З 1960-х до початку 1990-х був здебільшого кіноактором. На початку 90-х років зайнявся політикою, ставши одним із діячів Хорватської демократичної співдружності, від якої призначався на низку посад і працював депутатом хорватського парламенту.

## Життєпис
Врдоляк навчався на актора в Загребській академії драматичного мистецтва. Його акторський дебют відбувся у фільмі 1957 року «Не було даремно» Ніколи Тангофера. 1958 року він знявся у найвідомішому фільмі Тангофера «H-8», здобувши визнання критиків. 1960 року на Пульському кінофестивалі Врдоляк виграв Золоту Арену (югославський відповідник Оскара) за роль у фільмі Велька Булаїча «Війна» про ядерний Голокост.
Наприкінці 1960-х Врдоляк поступово перейшов до режисури кіно. Після подій «хорватської весни» (1968—1971) Врдоляк ототожнювався із хорватським націоналізмом. Проте органи влади дозволили йому продовжити кар'єру. Тоді ж з'явилися його пишні адаптації хорватських літературних класиків, як-от «Циклоп» (1982, за романом Ранка Маринковича) і «Глембаї» (1988, за п'єсою Мирослава Крлежі).
Коли в Хорватії оголосили перші демократичні вибори, Врдоляк був серед 200 провідних інтелектуалів, які прилюдно підтримали помірковану Коаліцію народної згоди. Наприкінці кампанії він уже підтримував більш безкомпромісну Хорватську демократичну співдружність (ХДС) і Франьо Туджмана, з яким у нього склалася тісна дружба. 30 травня 1990 року відбулося скликання нового демократично обраного хорватського парламенту, а Франьо Туджмана було обрано Президентом Хорватії. Врдоляк став одним із шістьох заступників президента країни. На цій посаді йому доручили опікуватися Чемпіонатом Європи з легкої атлетики 1990 у Спліті.
У грудні 1990 р. з прийняттям нової конституції Хорватії зникла посада віце-президента. Кілька місяців потому Врдоляка призначили на посаду генерального директора Хорватського радіо і телебачення (HRTV), де він пропагував Туджмана та ХДС, наполегливо працюючи над відверненням будь-якої критики влади за її програму та ігноруючи при цьому хорватські опозиційні партії. Врдоляк зажив неоднозначної слави, сказавши, що телебачення «має стати собором хорватського духу».
16 вересня 1991 року охорона біля входів у будівлю HRTV повідомила понад трьомстам співробітників, що їхні перепустки більше не дійсні. Цей крок було зроблено з «міркуваннь безпеки». Більшість із тих, хто потрапив у чорні списки безпеки, були сербами або одруженими зі сербами. Інші, можливо, мали родича в югославській армії або публічно не підтримували ХДС.
Поступово Врдоляк відійшов як від політики, так і від найближчого оточення Туджмана попри те, що він зберігав місце в парламенті та інші посади.
Після того, як ХДС втратила владу внаслідок парламентських виборів 2000 року, Врдоляк вирішив повернутися до кіновиробництва.
2004 року здобув Державну премію зі спорту ім. Франьо Бучара за досягнення всього життя.
2019 року він зняв на державні кошти фільм під назвою «Генерал», який змальовує життя Анте Готовіни. Бюджет кінокартини становив 3 млн євро.
Двічі одружений. Доводиться свекром американському акторові Горану Вішнічу, який одружився з дочкою Врдоляка Іваною, відомою як художниця Єва Вішніч.